# Manfred Kummich
Manfred Kummich (* 12. September 1942 in Leipzig; † unbekannt) war ein deutscher Radrennfahrer.

## Sportliche Laufbahn
Kummich begann bei der BSG Rotation Leipzig Ost (für die er 1960 die  DDR-Meisterschaft der Jugend im Querfeldeinrennen gewann) mit dem Radsport. 1961 wechselte er zum ASK Vorwärts Leipzig, wechselte aber nach 1964 zurück nach Leipzig, um dort ein Ingenieur-Studium zu beginnen. Er wurde dort Mitglied im Verein BSG Lok Ost Leipzig. Sein größter sportlicher Erfolg war der Sieg auf der 7. Etappe der DDR-Rundfahrt 1967, als er mit seinem Gemeinschaftskameraden Fritz Braun von der SV Lokomotive die gesamte Straßenfahrerelite der DDR nach einem gelungenen Ausreißversuch hinter sich lassen konnte. Damit sicherte sich sein Team den dritten Rang in der Mannschaftswertung der Rundfahrt. Auch 1972 konnte er eine Etappe der Rundfahrt gewinnen. In der DDR-Rundfahrt 1968 belegte er den vierten Rang in der Gesamteinzelwertung, 1973 wurde er als 6., 1966  als 7. und 1967 als 10. im Endergebnis klassiert. Er war damit der erfolgreichste Fahrer einer Betriebssportgemeinschaft (BSG) in der DDR-Rundfahrt.
Seine guten Resultate der Saison 1967 brachten ihm eine Nominierung für die DDR-Nationalmannschaft 1968 ein. Neben zahlreichen Siegen in den Rennen, die den Fahrern der Betriebssportgemeinschaften vorbehalten waren, gewann er auch Rennen in der DDR-Leistungsklasse, wie 1964 Rund um die Wartburg und 1966 Rund um Güsten. Bei Berlin–Cottbus–Berlin 1965 wurde er Dritter. 1969 und 1970 wurde er Dritter im Etappenrennen Bokanyi-Cup in Ungarn. 1971 konnte er das Rennen gewinnen.
1972 wurde er Vize-Meister im Straßenrennen hinter Wolfgang Wesemann.
Kummich ist inzwischen verstorben, sein Sterbedatum ist nicht bekannt.